# Aphis oregonensis
Aphis oregonensis är en insektsart som beskrevs av Wilson 1915. Aphis oregonensis ingår i släktet Aphis och familjen långrörsbladlöss. Inga underarter finns listade i Catalogue of Life.